# Каспер Віделль
Каспер Людвіг Віделль (швед. Casper Ludvig Widell, нар. 5 травня 2003, Ландскруна, Швеція) — шведський футболіст, захисник клубу «Гельсінгборг».

## Ігрова кар'єра

### Клубна
Каспер Віделль народився у місті Ландскруна на півдні Швеції. Є вихованцем клубу «Гельсінгборг». З 2016 року Віделль грав за молодіжну команду. Перед сезоном 2020 року Віделля було внесено до заявки команди на турнір Аллсвенскан. Першу гру в основі футболіст провів 15 червня проти «Варбергса». В тому сезоні разом з клубом Віделль вилетів до Супереттан, але вже наступного року повернувся до елітного дивізіону.

### Збірна
З 2018 року Каспер Віделль виступав у складі юнацьких збірних Швеції.

## Приватне життя
Старший брат Каспера Мелькер є гравцем клубу «Мальме». Їхній батько Мікаель грав у футбол на позиції воротаря у нижчих дивізіонах чемпіонату Швеції.